# آرتو کویویستو
آرتو کویویستو (انگلیسی: Arto Koivisto؛ زادهٔ ۷ دسامبر ۱۹۴۸) اسکی‌باز صحرانوردی اهل فنلاند بود.